# Dekeanglere
Dekeanglere var en keltisk stamme som levede på De britiske øer før den romerske invasionen i år 43 e.Kr. Dekeanglerne levede i det nordlige Wales, men det er uvist om deres område dækkede kun nutidens områder Flintshire og Denbighshire i det nordøstlige Wales eller om det strakte sig længere vestover.
Stammenavnet til dekeanglerne er stavet forskellig og nogen præcis angivelse findes ikke; Deciangli; Decangi; Deceangi; Cangi; Ceangi eller Ceangli. Navnet synes at være fonetisk knyttet til distriktet Tegeingl i Flintshire. 
Det var den romerske legat Publius Ostorius Scapula som satte i gang invasionen af Wales. Dekeanglerne blev angrebet en gang omkring år 48. Tilsyneladende overgav dekeanglerne sig uden større modstand, i modsætning til silurerne og ordovikerne som kæmpede imod længere og ydede hårdere modstand mod de romerske invasionsstyrker. Grunden kan være at dekeanglerne ikke havde nogen form for udbygget central ledelse af stammen, men var spredt rundt i deres område i mindre grupper og familier. De var derfor ikke i stand til at organisere en effektiv modstand mod den store og velorganiserede romerske hær.
Dekeanglerne synes at have levet hovedsagelig i voldsteder, og en kæde af bosætning har tilsyneladende strakt sig langs bjergkæden Clwydian Range, som går fra Llandegla i syd til Prestatyn i nord. 
Der kendes ikke nogen romersk fæstning, som blev oprettet i dekeanglernes område, og heller ikke om romerne anlagde en by der, skønt en fæstning for hjælpetropper i Canovium (Caerhun) var antagelig på deres landområder. En civil bosættelse kan være opstået omkring denne. Muligheden for at udvinne bly i Halkynbjerge ved nutidens Halkyn synes at have været kendt af romerne før de invaderede området. Derudover var der kobberminer i Pen y Gogarth (engelsk: Great Orme) i nærheden ad Llandudno.